# ستيفن جيمس (ممثل)
ستيفن جيمس هو ممثل كندي ولد في 16 ديسمبر 1993،والديه ولدوا في جامايكا.